# 米哈伊洛夫街

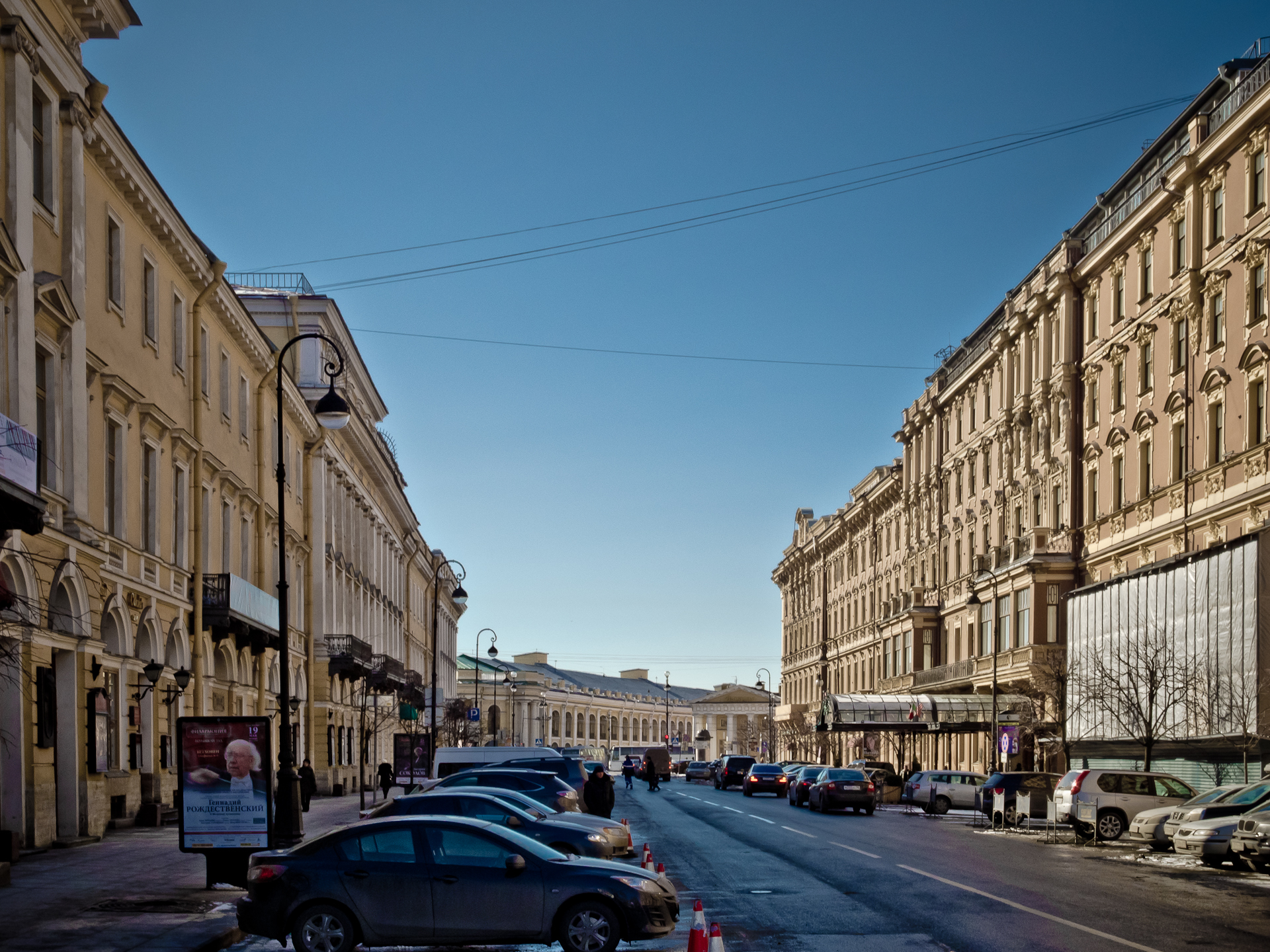

米哈伊洛夫街（俄语：Миха́йловская улица）是俄罗斯圣彼得堡市中心的一条街道，从艺术广场（площади Искусств）到涅瓦大街（Невский проспект），长约200米。

## 历史

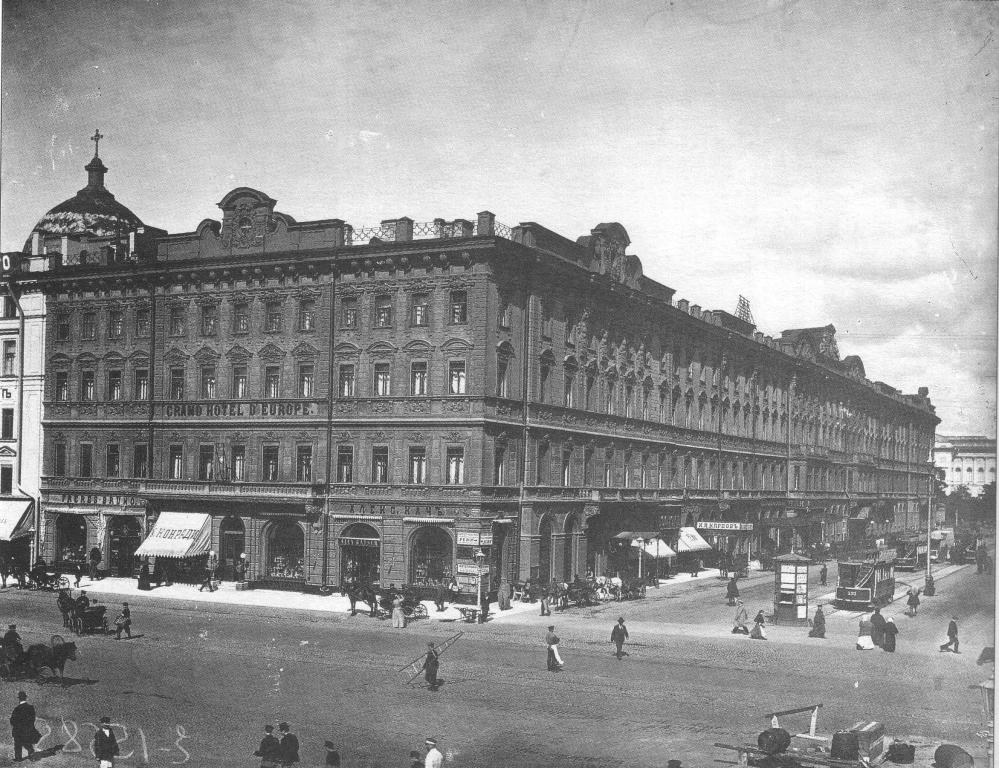
20世纪初的欧洲酒店

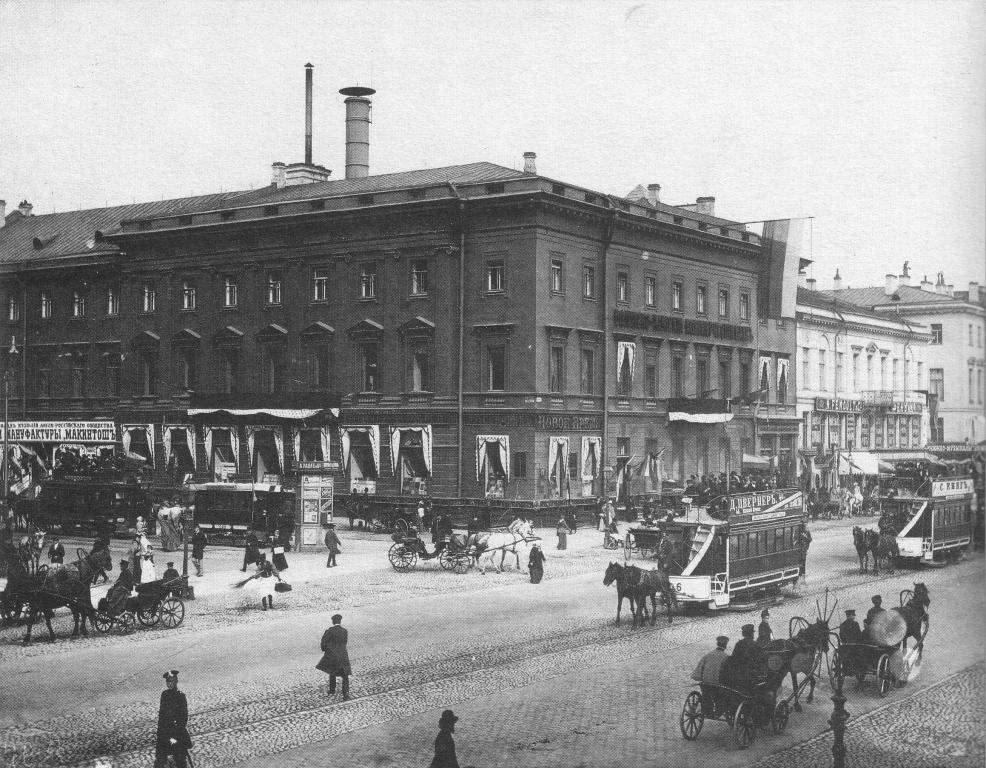
20世纪初伏尔加-卡姆银行大楼

这条街开辟于1819-1825年，当时建筑师卡尔·罗西正在建造艺术广场周围的建筑群。这条街的名字来自米哈伊洛夫宫（现为俄罗斯博物馆的建筑）。从涅瓦大街的一侧的米哈伊洛夫街，提供了欣赏米哈伊洛夫宫的视角。
1918 年，为了纪念德国社会主义者斐迪南·拉萨尔（1825-1864 年），这条街改名为拉萨尔街。1940年，为纪念住在这条街的艺术家艾萨克·布罗德斯基（1883-1939 年），命名为布罗德斯基街。1991年恢复原名。

## 建筑

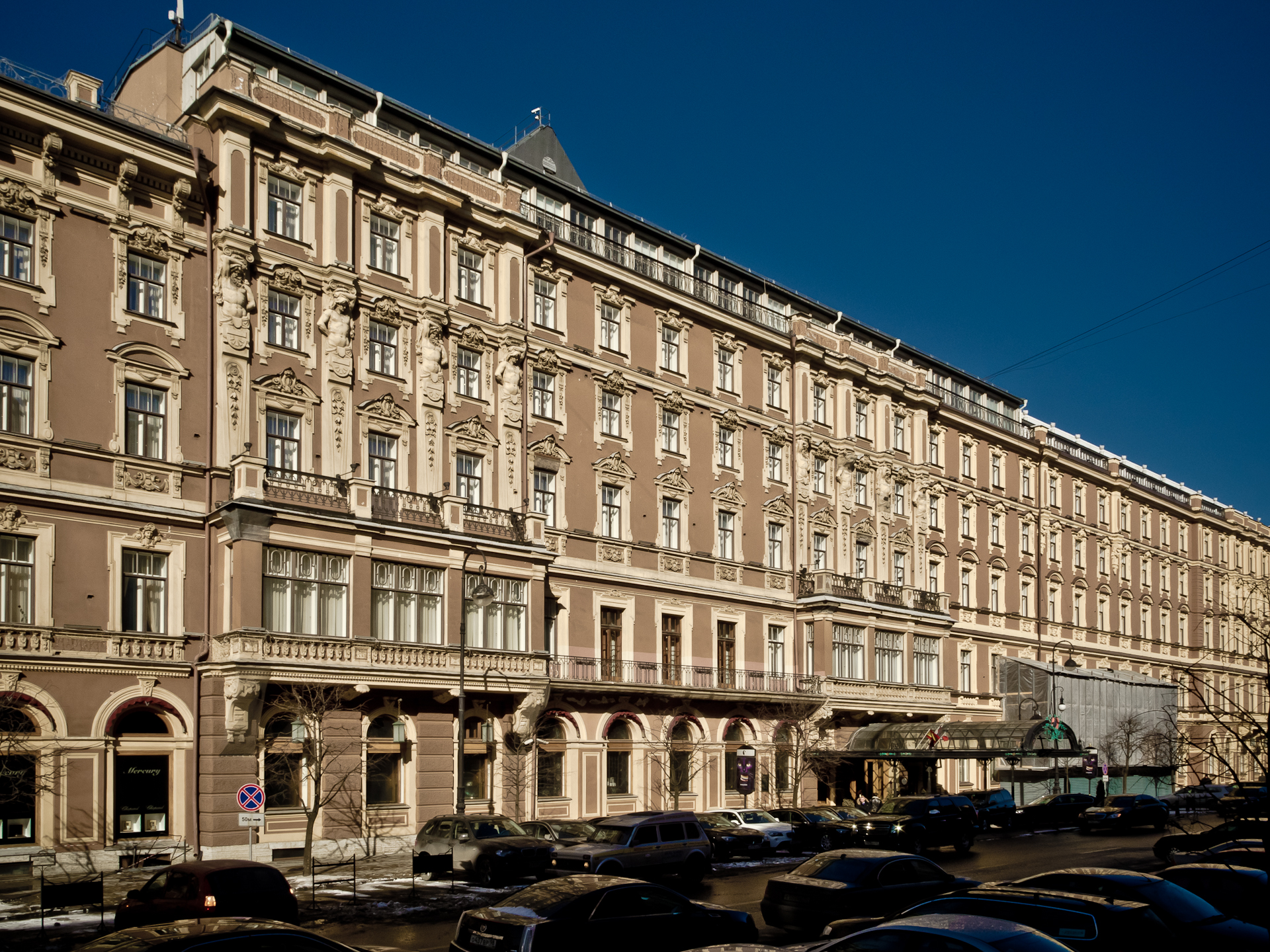
欧洲大酒店
- 地址：米哈伊洛夫街1号
- 建造年份：1873-1875 年、1908-1914 年。
- 建筑师： 丰塔纳、利德瓦尔
- 建筑风格：折衷主义[1]

贵族大会（Дворянское собрание） — 肖斯塔科维奇爱乐乐团（Филармония имени Д. Д. Шостаковича）
- 地址：米哈伊洛夫街2号
- 建造年份：1834-1839年、1899-1901年
- 建筑师：罗西、雅科、施罗德
- 建筑风格：古典主义[2].

斯特罗加诺夫大楼（Дом Н. А. Строганова） — 伏尔加-卡姆银行大楼（Здание Волжско-Камского банка）
- 地址：米哈伊洛夫街4号、涅瓦大街38号
- 建造年份：1881年，1898年
- 建筑师：罗西、普朗格、贝诺伊特
- 建筑风格：古典主义[3][4].

## 交通
- 涅瓦大道站（莫斯科-彼得格勒線）、圈樓站（涅瓦－瓦西利島線）